# The Graveyard Book
The Graveyard Book é um livro juvenil de fantasia do escritor britânico Neil Gaiman. Foi publicado em simultâneo no Reino Unido e nos Estados Unidos em 2008. The Graveyard Book segue a história de um rapaz chamado Nobody Owens que é adotado e criado pelos ocupantes sobrenaturais de um cemitério depois de a sua família ser brutalmente assassinada.
O livro venceu a Carnegie Medal no Reino Unido e a Newbery Medal nos Estados Unidos, sendo o primeiro de sempre a receber ambas as distinções. The Graveyard Book venceu ainda o prémio Hugo da World Science Fiction Convention na categoria de Melhor Romance.
No Brasil o livro foi publicado pela editora Rocco com o nome O Livro do Cemitério em 2010. Em Portugal foi publicado no mesmo ano pela Editorial Presença com o nome A Estranha Vida de Nobody Owens.

## Resumo
A história começa quando Jack Frost (no romance o autor refere-se a esta personagem como "o homem Jack") assassina todos os membros de uma família com a exceção do bebé que está no sótão. Sem se aperceber do que se está a passar, o bebé consegue sair do seu berço para explorar o espaço à sua volta. O bebé gatinha para fora da casa e sobe uma colina até chegar a um cemitério onde os fantasmas o encontram. Eles têm uma discussão sobre se devem ficar com o bebé até que a Senhora Cinzenta (está implícito que ela é o Anjo da Morte) aparece e sugere que o bebé deve permanecer no cemitério ("Os mortos devem mostrar caridade"). Os fantasmas aceitam e a Sra. Owens (o fantasma que descobre o bebé) e o seu marido, o Sr. Owens tornam-se pais adotivos do bebé e dão-lhe o nome de Nobody Owens (uma vez que a Sra. Owens declara que "ele não se parece com ninguém, só com ele próprio). Nobody recebe a Liberdade do Cemitério, o que lhe permite trespassar objetos sólidos quando está no cemitério, incluindo os seus portões. Silas, uma personagem misteriosa que vagueia entre o mundo dos vivos e dos mortos aceita providenciar tudo o que Nobody precisar do mundo exterior e ser o seu guardião. Silas consegue convencer Jack de que o bebé desceu a colina e ele acaba por perder o seu rasto.
Os capítulos seguintes seguem as aventuras de Nobody (que recebe a alcunha de Bod) dentro e fora do cemitério à medida que cresce. Em criança ele conhece uma menina chamada Scarlett Perkins cuja mãe a convence de que Bod é um amigo imaginário. É com ela que Bod descobre uma criatura chamada Sleer que está há milhares de anos à espera de um novo "Mestre". Os pais de Scarlett pensam que ela desapareceu durante esta aventura e quando ela regressa a família decide mudar-se para a Escócia.
Em certa ocasião, Bod é capturado por Ghouls e é resgatado pela sua tutora, Miss Lupescu, acabando por descobrir que ela é um Cão de Deus (ou seja, um lobisomem). Bod trava amizade com Elizabeth Hempstock, o fantasma de uma suposta bruxa executada injustamente e está enterrada em solo não consagrado e sem uma pedra tumular. Nobody decide ir procurar-lhe uma pedra tumular e acaba por se envolver numa aventura que acaba com ele preso no armazém de um penhor ganancioso.
Quando se torna num adolescente, Nobody decide que quer frequentar uma escola normal com outras crianças, mas a experiência acaba por se revelar desastrosa quando dois bullies impossibilitam que ele passe despercebido como Silas lhe pede. Durante as suas aventuras, Bod aprende habilidades sobrenaturais tais como Desvanecimento (permite que Bod se torne invisível, mas só quando ninguém lhe está a prestar atenção), Assombração (Bod consegue fazer com que as pessoas se sintam receosas e pode aumentar esta habilidade para as fazer sentir aterrorizadas) e Dream Walking (entrar nos sonhos das pessoas e controlar o sonho, apesar de ele não conseguir causar danos físicos). Bod aprende estas habilidades com os seus pais do cemitério, com o seu professor fantasma Mr Pennyworth e com Silas.
Os anos passam e Bod descobre que Jack ainda procura o bebé que não conseguiu matar. Ele tem de completar esta missão, caso contrário a sua sociedade secreta, os Jacks of All Trades (os Homens dos Sete Ofícios) serão destruídos pelo rapaz que sobreviveu.
No 14º ano de Bod no cemitério, Silas e Miss Lupescu têm de viajar para tratar de alguns negócios. Entretanto, Scarlett e a sua mãe regressam à vila onde está o cemitério depois de os pais dela se divorciarem e ela reencontra Bod. Scarlett trava amizade com um historiador chamado Jay Frost que vive numa casa perto do cemitério. Quando investiga o homicídio da família de Bod, Scarlett descobre que o historiador está a viver na casa onde Bod vivia. Bod visita a casa numa tentativa de saber mais sobre a sua família. Quando Jay Frost mostra a Bod o quarto onde ele viveu em bebé, revela ser o homem Jack. Jack Frost é o seu nome verdadeiro.
Bod é perseguido pelo homem Jack e por mais quatro membros da Ordem Jacks of All Trades. Bod e Scarlett conseguem fugir para o cemitério onde ele consegue derrotar cada Jack separadamente, exceto Jack Frost. Jack Frost captura Scarlett na câmara do Sleer, mas Bod engana-o e ele declara-se o Mestre do Sleer. O Sleet envolve Jack Frost num "abraço" e eles desaparecem na parede. Silas regressa e revela que ele e Miss Lupescu são membros da Guarda de Honra, que se dedica a proteger "as fronteiras entre as coisas". Com dois outros membros sobrenaturais (o Ifrit Haroun e a múmia com asas Kandar), eles conseguem derrotar os Jacks of All Trades ao longo do romance. Apesar de terem conseguido destruir a Ordem, Miss Lupescu morre em batalha, o que deixa Bod e Silas bastante afetados.
Scarlett fica chocada com os acontecimentos daquela noite e com as ações questionáveis de Bod quando ele mata Jack Frost (apesar de este ter sido morto pelo Sleer, Bod sabia o que lhe aconteceria e foi responsável pelo que lhe aconteceu). Silas sugere que o melhor a fazer é fazer Scarlett esquecer Bod e o que se passou naquela noite. Bod não concorda com Silas, mas Scarlett acaba por ficar sem as suas memórias. Silas usa o seu poder de sugestão para convencer Scarlett e a sua mãe a regressar à Escócia.
No último capítulo do livro, Bod tem "cerca de 15 anos de idade" e está a perder gradualmente a Liberdade do Cemitério e até a sua capacidade de ver fantasmas. No final do livro, Silas oferece a Bod algum dinheiro e um passaporte com o nome Nobody Owens. Bod despede-se da sua família e dos seus amigos e deixa o cemitério para ir viver uma nova vida.

## Conceito e desenvolvimento
Neil Gaiman teve a ideia para esta história em 1985 depois de ver o seu filho, na altura com dois anos, a andar de triciclo num cemitério perto da sua casa. Ao lembrar-se como o seu filho parecia estar confortável ali, Neil pensou que poderia "escrever algo muito parecido com O Livro da Selva que tivesse lugar num cemitério". Porém, quando decidiu trabalhar a ideia, Neil decidiu que ainda não "era um escritor suficientemente bom" e chegou à mesma conclusão alguns anos mais tarde quando voltou a pegar na ideia. O livro acabou por ser publicado em 2008.
Cada um dos oito capítulos do livro é um conto separado que tem lugar dois anos depois do anterior à medida que o protagonista cresce.

## Recepção
A American Library Association considerou que The Graveyard Book era uma "mistura deliciosa de homicídio, fantasia, humor e desejo humano", realçando a sua "prosa mágica e assombrosa". Monica Edinger do The New York Times deu uma crítica bastante positiva ao livro e concluiu com: "Neste romance de maravilhas, Neil Gaiman segue as pisadas de contadores de histórias do passado e tece um conto de encanto inesquecível". A Kirkus Reviews afirmou que o livro "precisa de ser lido por toda a gente que é, ou já foi, uma criança". O autor Patrick Ness escreveu: "o que se perde na aceleração da história é mais do que compensado pela imaginação de Gaiman" e elogiou os vilões. O The Independent elogiou os diferentes tons do romance. Richard Bleiter descreveu o romance como uma obra de ficção neo-gótica que evoca The Castle of Otranto de Horace Walpole.

### Prémios
| Prémios Literários (Texto)               | Ano  | Resultado |
| ---------------------------------------- | ---- | --------- |
| Medalha Newbery                          | 2009 | Venceu    |
| Prémio Hugo de Melhor Romance            | 2009 | Venceu    |
| Locus Award de Melhor Romance Juvenil    | 2009 | Venceu    |
| Medalha Carnegie                         | 2010 | Venceu    |
| British Fantasy Award de Melhor Romance  | 2009 | Indicado  |
| World Fantasy Award de Melhor Romance    | 2009 | Indicado  |
| Prémio Mythopoeic de Literatura Infantil | 2009 | Indicado  |

## Adaptação ao cinema
Originalmente, The Graveyard Book seria adaptado ao cinema por Neil Jordan, mas este projeto foi cancelado quando a Disney vendeu a Miramax. Quando ficou encarregue do projeto, a Disney escolheu Henry Selick, o realizador de The Nightmare Before Christmas e de Coraline para realizar a adaptação. Porém, depois de o estúdio cancelar outro projeto de Selick, The Shadow King, este desistiu e Neil Gaiman confirmou que Ron Howard tinha sido escolhido para realizar o filme.

## Romance gráfico
O artista P. Craig Russell adaptou o livro a um romance gráfico de dois volumes. O primeiro volume foi lançado a 29 de julho de 2014 e o segundo a 7 de outubro do mesmo ano.